# Liste des circonscriptions électorales provinciales de l'Ontario
Cette liste des circonscriptions électorales provinciales de l’Ontario recense les 107 circonscriptions électorales provinciales de l’Ontario.
| Circonscription électorale                       | Créée | Disputée pour la 1re fois | Population | Député                  |
| ------------------------------------------------ | ----- | ------------------------- | ---------- | ----------------------- |
| Ajax                                             | 2015  | 2018                      | 119 680    | Patrice Barnes          |
| Algoma—Manitoulin                                | 1934  | 1934                      | 68 480     | Michael Mantha          |
| Aurora—Oak Ridges—Richmond Hill                  | 2015  | 2018                      | 115 225    | Michael Parsa           |
| Baie de Quinte                                   | 2015  | 2018                      | 109 735    | Todd Smith              |
| Barrie—Innisfil                                  | 2015  | 2018                      | 109 285    | Andrea Khanjin          |
| Barrie—Springwater—Oro-Medonte                   | 2015  | 2018                      | 100 785    | Doug Downey             |
| Beaches—East York                                | 1996  | 1999                      | 109 465    | Mary-Margaret McMahon   |
| Brampton-Centre                                  | 2015  | 2018                      | 102 275    | Charmaine Williams      |
| Brampton-Est                                     | 2015  | 2018                      | 12 200     | Hardeep Grewal          |
| Brampton-Nord                                    | 2015  | 2018                      | 121 185    | Graham McGregor         |
| Brampton-Ouest                                   | 2004  | 2007                      | 130 005    | Amarjot Sandhu          |
| Brampton-Sud                                     | 2015  | 2018                      | 118 185    | Prabmeet Sarkaria       |
| Brantford—Brant                                  | 2015  | 2018                      | 130 300    | Will Bouma              |
| Bruce—Grey—Owen Sound                            | 1999  | 1999                      | 107 675    | Rick Byers              |
| Burlington                                       | 1999  | 1999                      | 123 185    | Natalie Pierre          |
| Cambridge                                        | 1975  | 1979                      | 115 460    | Brian Riddell           |
| Carleton                                         | 2015  | 2018                      | 102 915    | Goldie Ghamari          |
| Chatham-Kent—Leamington                          | 2015  | 2018                      | 109 620    | Trevor Jones            |
| Davenport                                        | 1996  | 1999                      | 108 475    | Marit Stiles            |
| Don Valley-Est                                   | 1999  | 1999                      | 94 575     | Adil Shamji             |
| Don Valley-Nord                                  | 1999  | 1999                      | 110 080    | Vincent Ke              |
| Don Valley-Ouest                                 | 1999  | 2022                      | 102 510    | Stephanie Bowman        |
| Dufferin—Caledon                                 | 1987  | 1988                      | 128 240    | Sylvia Jones            |
| Durham                                           | 1999  | 1999                      | 130 870    | Todd McCarthy           |
| Eglinton—Lawrence                                | 1999  | 1999                      | 114 400    | Robin Martin            |
| Elgin—Middlesex—London                           | 1999  | 1999                      | 115 055    | Rob Flack               |
| Essex                                            | 1999  | 1999                      | 125 440    | Anthony Leardi          |
| Etobicoke-Centre                                 | 1999  | 1999                      | 118 020    | Kinga Surma             |
| Etobicoke-Nord                                   | 1999  | 1999                      | 118 045    | Doug Ford               |
| Etobicoke—Lakeshore                              | 1987  | 1988                      | 129 080    | Christine Hogarth       |
| Flamborough—Glanbrook                            | 2015  | 2018                      | 111 070    | Donna Skelly            |
| Glengarry—Prescott—Russell                       | 1999  | 1999                      | 109 980    | Stéphane Sarrazin       |
| Guelph                                           | 2004  | 2007                      | 131 790    | Mike Schreiner          |
| Haldimand—Norfolk                                | 1999  | 1999                      | 109 655    | Bobbi Ann Brady         |
| Haliburton—Kawartha Lakes— Brock                 | 1999  | 1999                      | 113 960    | Laurie Scott            |
| Hamilton Mountain                                | 1976  | 1977                      | 104 875    | Monique Taylor          |
| Hamilton-Centre                                  | 1926  | 1926                      | 100 100    | Sarah Jama (en)         |
| Hamilton-Est—Stoney Creek                        | 2006  | 2007                      | 107 845    | Neil Lumsden            |
| Hamilton-Ouest—Ancaster—Dundas                   | 2015  | 2018                      | 113 025    | Sandy Shaw              |
| Hastings—Lennox and Addington                    | 2015  | 2018                      | 94 330     | Ric Bresee              |
| Humber River—Black Creek                         | 2015  | 2018                      | 108 035    | Tom Rakocevic           |
| Huron—Bruce                                      | 1952  | 1953                      | 106 570    | Lisa Thompson           |
| Kanata—Carleton                                  | 2015  | 2018                      | 110 965    | Merrilee Fullerton      |
| Kenora—Rainy River                               | 1999  | 1999                      | 53 027     | Greg Rickfort           |
| Kiiwetinoong                                     | 2015  | 2018                      | 32 987     | Sol Mamakwa             |
| King—Vaughan                                     | 2015  | 2018                      | 131 995    | Stephen Lecce           |
| Kingston et les Îles                             | 1966  | 1967                      | 117 545    | Ted Hsu                 |
| Kitchener-Centre                                 | 1999  | 1999                      | 105 260    | Laura Mae Lindo         |
| Kitchener—Conestoga                              | 2006  | 2007                      | 100 705    | Michael Harris          |
| Kitchener-Sud—Hespeler                           | 2015  | 2018                      | 105 305    | Jess Dixon              |
| Lambton—Kent—Middlesex                           | 1999  | 1999                      | 105 335    | Monte McNaughton        |
| Lanark—Frontenac—Kingston                        | 2015  | 2018                      | 101 635    | John Jordan             |
| Leeds—Grenville—Thousand Islands et Rideau Lakes | 2015  | 2018                      | 100 545    | Steve Clark             |
| London-Centre-Nord                               | 1999  | 1999                      | 125 360    | Terence Kernaghan       |
| London—Fanshawe                                  | 1999  | 1999                      | 119 470    | Teresa Armstrong        |
| London-Ouest                                     | 1999  | 1999                      | 126 110    | Peggy Sattler           |
| Markham—Stouffville                              | 2015  | 2018                      | 126 060    | Paul Calandra           |
| Markham—Thornhill                                | 2015  | 2018                      | 99 075     | Logan Kanapathi         |
| Markham—Unionville                               | 2003  | 2007                      | 123 320    | Billy Pang              |
| Milton                                           | 2015  | 2018                      | 114 090    | Parm Gill               |
| Mississauga-Centre                               | 2015  | 2018                      | 124 845    | Natalia Kusendova       |
| Mississauga—Erin Mills                           | 2015  | 2018                      | 122 656    | Sheref Sabawy           |
| Mississauga-Est—Cooksville                       | 2003  | 2007                      | 120 205    | Kaleed Rasheed          |
| Mississauga—Lakeshore                            | 2015  | 2018                      | 117 440    | Rudy Cuzzetto           |
| Mississauga—Malton                               | 2015  | 2018                      | 118 240    | Deepak Anand            |
| Mississauga—Streetsville                         | 2003  | 2007                      | 118 305    | Nina Tangri             |
| Mushkegowuk—Baie James                           | 2015  | 2018                      | 30 037     | Guy Bourgouin           |
| Nepean                                           | 2015  | 2018                      | 119 115    | Lisa MacLeod            |
| Newmarket—Aurora                                 | 2006  | 2007                      | 117 415    | Dawn Gallagher Murphy   |
| Niagara Falls                                    | 1914  | 1914                      | 136 290    | Wayne Gates             |
| Niagara-Centre                                   | 2015  | 2018                      | 109 070    | Jeff Burch              |
| Niagara-Ouest                                    | 2015  | 2018                      | 90 840     | Sam Oosterhoff          |
| Nickel Belt                                      | 1952  | 1955                      | 84 520     | France Gélinas          |
| Nipissing                                        | 1890  | 1890                      | 75 060     | Vic Fedeli              |
| Northumberland—Peterborough-Sud                  | 2015  | 2018                      | 112 415    | David Piccini           |
| Oakville                                         | 1999  | 1999                      | 120 920    | Stephen Crawford        |
| Oakville-Nord—Burlington                         | 2015  | 2018                      | 129 080    | Effie Triantafilopoulos |
| Orléans                                          | 2015  | 2018                      | 128 280    | Stephen Blais           |
| Oshawa                                           | 1952  | 1955                      | 126 765    | Jennifer French         |
| Ottawa-Centre                                    | 1966  | 1968                      | 118 040    | Joel Harden             |
| Ottawa Ouest—Nepean                              | 1999  | 1999                      | 111 835    | Chandra Pasma           |
| Ottawa-Sud                                       | 1925  | 1926                      | 121 055    | John Fraser             |
| Ottawa—Vanier                                    | 1908  | 1908                      | 111 510    | Lucille Collard         |
| Oxford                                           | 1999  | 1999                      | 113 790    | Ernie Hardeman          |
| Parkdale—High Park                               | 1996  | 1999                      | 108 805    | Bhutila Karpoche        |
| Parry Sound—Muskoka                              | 1999  | 1999                      | 94 400     | Graydon Smith           |
| Perth—Wellington                                 | 2006  | 2007                      | 107 905    | Matthew Rae             |
| Peterborough—Kawartha                            | 2015  | 2018                      | 118 175    | Dave Smith              |
| Pickering—Uxbridge                               | 2015  | 2018                      | 112 945    | Peter Bethlenfalvy      |
| Renfrew—Nipissing—Pembroke                       | 1999  | 1999                      | 103 495    | John Yakabuski          |
| Richmond Hill                                    | 2003  | 2007                      | 110 180    | Daisy Wai               |
| Sarnia—Lambton                                   | 1999  | 1999                      | 105 335    | Bob Bailey              |
| Sault Ste. Marie                                 | 1890  | 1890                      | 73 370     | Ross Romano             |
| Scarborough—Agincourt                            | 1987  | 1987                      | 105 540    | Aris Babikian           |
| Scarborough-Centre                               | 1963  | 1963                      | 112 600    | David Smith             |
| Scarborough—Guildwood                            | 2006  | 2007                      | 102 390    | Mitzie Hunter           |
| Scarborough-Nord                                 | 2015  | 2018                      | 98 805     | Raymond Cho             |
| Scarborough—Rouge Park                           | 2015  | 2018                      | 102 275    | Vijay Thanigasalam      |
| Scarborough-Sud-Ouest                            | 1999  | 1999                      | 110 280    | Doly Begum              |
| Simcoe—Grey                                      | 1999  | 1999                      | 129 940    | Brian Saunderson        |
| Simcoe-Nord                                      | 1999  | 1999                      | 111 335    | Jill Dunlop             |
| Spadina—Fort York                                | 2015  | 2018                      | 115 510    | Chris Glover            |
| St. Catharines                                   | 1966  | 1967                      | 111 690    | Jennie Stevens          |
| Stormont—Dundas—South Glengarry                  | 2004  | 2007                      | 103 320    | Nolan Quinn             |
| Sudbury                                          | 1905  | 1908                      | 80 840     | Jamie West              |
| Thornhill                                        | 1999  | 1999                      | 112 720    | Laura Smith             |
| Thunder Bay—Atikokan                             | 1999  | 1999                      | 75 920     | Kevin Holland           |
| Thunder Bay—Supérieur-Nord                       | 1999  | 1999                      | 70 475     | Lise Vaugeois           |
| Timiskaming—Cochrane                             | 1999  | 1999                      | 67 290     | John Vanthof            |
| Timmins                                          | 2015  | 2018                      | 41 785     | George Pirie            |
| Toronto-Centre                                   | 1999  | 1999                      | 103 805    | Kristyn Wong-Tam        |
| Toronto—Danforth                                 | 1999  | 1999                      | 106 880    | Peter Tabuns            |
| Toronto—St. Paul's                               | 2015  | 2018                      | 107 900    | Jill Andrew             |
| University—Rosedale                              | 2015  | 2018                      | 104 315    | Jessica Bell            |
| Vaughan—Woodbridge                               | 2015  | 2018                      | 105 225    | Michael Tibollo         |
| Waterloo                                         | 2015  | 2018                      | 110 135    | Catherine Fife          |
| Wellington—Halton Hills                          | 2004  | 2007                      | 120 985    | Ted Arnott              |
| Whitby                                           | 2015  | 2018                      | 128 380    | Lorne Coe               |
| Willowdale                                       | 1987  | 1987                      | 118 805    | Stan Cho                |
| Windsor-Ouest                                    | 1996  | 1999                      | 122 990    | Lisa Gretzky            |
| Windsor—Tecumseh                                 | 1996  | 1999                      | 117 430    | Andrew Dowie            |
| York-Centre                                      | 1999  | 1999                      | 104 320    | Michael Kerzner         |
| York—Simcoe                                      | 2006  | 2007                      | 104 015    | Caroline Mulroney       |
| York-Sud—Weston                                  | 1999  | 1999                      | 116 690    | Michael Ford            |